# John Henson (acteur)
Pour les articles homonymes, voir John Henson et Henson.
John Henson est un acteur, scénariste, producteur et animateur d'émission américain né le 11 juillet 1967 à Stamford, Connecticut (États-Unis).

## Filmographie partielle
(décembre 2011).

### Comme acteur
- 1991 : Talk Soup (série TV) : Host (1995-1999)
- 1997 : Sale nuit (Stag) : Timan Bernard
- 1998 : The Best Commercials You've Never Seen (série TV) : Host
- 1999 : The Television Show with John Henson (TV) : Host
- 2000 : Bar Hopping (en) (TV) : Roger
- 2002 : Life Without Dick : Dash Davis, The MC
- 2004 : The John Henson Project (série TV)
- 2006 : Watch This! (série TV) : Host
- 2011 : Austin et Ally (série TV) : Mike Moon

### Comme scénariste
- 1999 : The Television Show with John Henson (TV)

### Comme producteur
- 2006 : Watch This! (série TV)

### Comme animateur
- 2008 : Wipeout (jeu télévisé)